# Nintendo Badge Arcade
Nintendo Badge Arcade (jap. バッジとれ〜るセンター, Bajji torēru sentā) ist ein vom japanischen Videospielkonzern Nintendo entwickeltes und veröffentlichtes Free-to-play-Videospiel, das im Dezember 2014 in Japan und im November 2015 in Europa für den Handheld Nintendo 3DS im Nintendo eShop erschien.

## Spielbeschreibung

### Spielprinzip
In Nintendo Badge Arcade befindet man sich in einer fiktiven Spielhalle um Marken (badges) zu sammeln, um mit diesen das „Home“-Menü des 3DS-Systems individueller gestalten zu können. Ein nicht näher benannter rosafarbener Hase ist Mitarbeiter des Kranspiel-Centers und führt den Spieler mit Erläuterungen durch ebendieses. Die Marken versucht man sich mit Hilfe eines der zur Auswahl stehenden Greifautomaten zu sichern, welche je nach Automat bestimmte Videospiel-Serien und Genres abdecken, zu denen z. B. Super Mario, The Legend of Zelda, Pokémon, Animal Crossing und Splatoon gehören.
Täglich bekommt man fünf „Testspiele“ geschenkt, für deren erfolgreichen Absolvierung man zwar keine Marken erhält, aber Bonusrunden sammeln kann. Für jeweils zehn im „Training“ erspielte Trainingsmarken gibt es eine Gratisrunde. Gratisrunden werden außerdem unregelmäßig zu besonderen Anlässen verteilt. Ist das täglich nur einmal zugängliche Testspiel absolviert, ist ein Weiterspielen des Glücksspiels nur durch Bezahlung möglich, wobei 1,00 € des Nintendo eShop-Guthabens fünf neue Versuche abdeckt, die beliebig zwischen den verschiedenen Kranspielen ausgegeben werden können.
Ferner ist es möglich sein durch die in den Kranspielen erworbenen Marken verziertes „Home“-Menü in einer öffentlichen Miiverse-Galerie zu präsentieren. Zudem gibt es gelegentlich Aktionen in Verbindung mit dem integrierten Design-Shop, in denen Designs kostenlos dazu gegeben werden, sofern man 2,00 € innerhalb eines bestimmten Zeitraums für Kranspiele ausgibt.
Am 11. März 2016 veröffentlichte Nintendo ein Upgrade des Spiels, welches das Trainings-Kranspiel betrifft: Fortan gibt der Superbonus drei statt zwei Gratisrunden, während außerdem ein neuer Bonus eingeführt wurde, welcher eine Gratisrunde verleiht.

## Rezeption
Nintendo Badge Arcade wird von der Fachpresse gemischt aufgenommen. Kritisiert wird vor allem das Preis-Leistungs-Verhältnis. Das Onlinemagazin Polygon betitelt Nintendo Badge Arcade als „Nintendos neuestes Free-to-play-Experiment“. Allgemein gelobt wird hingegen, dass das Spiel kontinuierlich durch regelmäßige Updates mit neuen Marken versorgt wird. Darüber hinaus wird der rosafarbene Hase aufgrund dessen Humors als „Highlight“ des Spiels bezeichnet, wäre in seinem Auftreten jedoch „eher aufdringlich“.

## Verschiedenes
Anfang März 2016 feierte Nintendo über eine Million „Kunden“, zu dessen Anlass in den USA eine Woche lang täglich zwei Gratisrunden verteilt wurden.